# Michał Derenicz

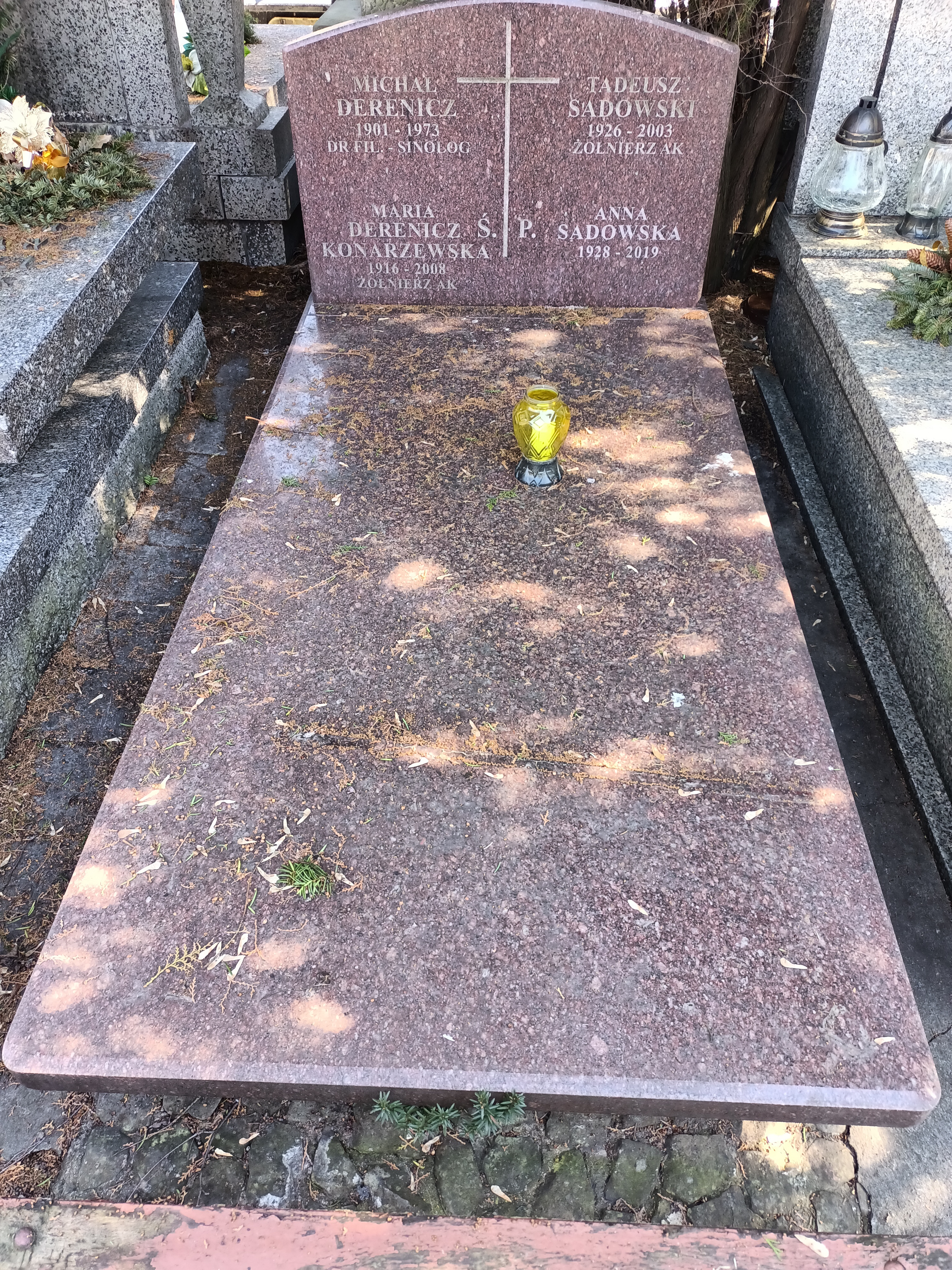
Grób Michała Derenicza na cmentarzu Powązkowskim

Michał Derenicz (ur. 1901 w Warszawie, zm. 25 listopada 1973 tamże) – polski sinolog, publicysta, tłumacz, dyplomata.

## Życiorys
Michał Derenicz ukończył studia prawnicze na Uniwersytecie Jagiellońskim. Studiował również sinologię i anglistykę na Uniwersytecie Warszawskim. Kształcił się także w Paryżu. W 1932 uzyskał stopień doktora nauk filologicznych. W latach 1933–1935 związany z miesięcznikami „Przegląd Wschodni” i „Czarno na Białem”, gdzie prowadził dział chiński. W latach 1937–1938 przebywał naukowo w Chinach. Był wówczas także korespondentem „Kina” oraz pism koncernu Ilustrowany Kurier Codzienny. Pracował jako redaktor Polskiego Radia oraz dyrektor departamentu w Ministerstwie Spraw Zagranicznych. Od 1945 do 1946 był chargé d’affaires przy rządzie chińskim w Nankinie.
Tłumaczył książki z języków: angielskiego, chińskiego, francuskiego, niemieckiego i rosyjskiego. Redaktor geograficzny „Wielkiej encyklopedii powszechnej PWN”.
Pochowany na Cmentarzu Powązkowskim w Warszawie.